# Karl Berndt (Fußballspieler)
Karl Berndt (* 17. Januar 1898 in Berlin; † 9. Oktober 1979 in Kaiserslautern) war ein deutscher Fußballspieler und -trainer.

## Karriere
Der in Berlin „Bübchen“ genannte Karl Berndt wurde als Sohn eines Eisenbahnbeamten geboren. Fußballerisch war er zunächst bei der Sportlichen Verbindung Norden-Nordwest Berlin aktiv – in der Saison 1921/22 spielte er in der Endrunde um die Deutsche Meisterschaft mit den Berlinern – und trat auch 22-mal als Spieler für die Berliner Stadtauswahl an. Von 1922 bis 1924 spielte er für den Verein, der sich ab 1922 in SV Norden-Nordwest umbenannte.
Später kam er in den Südwesten des Deutschen Reichs und schloss sich „nach einer kurzen Zwischenstation in Neunkirchen“ dem VfR Kaiserslautern an. 1927 wechselte er zum FV Kaiserslautern, der 1929 mit dem SV Phönix zum FVK-Phönix Kaiserslautern fusionierte, aus dem 1931 der 1. FC Kaiserslautern hervorging. Mit seiner Mannschaft wurde Berndt mehrmals Kreismeister. Er war mindestens bis 1934 als Spieler beim 1. FCK aktiv.
Die Grundlagen für die ersten sportlichen Erfolge, die der FCK von 1938 bis 1943 hatte, verdankten sie ihrem Trainer Karl Berndt. 1938 übernahm er als Nachfolger von Maximilian Eduard Eheberg das Traineramt beim FCK, kurz nach dem Eintritt Fritz Walters in die Herrenmannschaft. Der FCK war gerade in die Bezirksklasse abgestiegen. Der Umstand, dass Karl Berndt selbst ein ehemaliger Spieler des 1. FC Kaiserslautern war, ermöglichte es ihm, die Philosophie des Vereins zu leben und ein enges Verhältnis zu seinen Spielern aufzubauen. Berndt erkannte das Potenzial der Nachwuchsspieler und integrierte sie mehr und mehr in die Mannschaft, was einen neuen Aufschwung brachte. Die Mannschaft stieg, nun mit Trainer Karl Berndt, als Meister der Bezirksklasse direkt wieder auf. In der folgenden Saison wurde der Aufsteiger auf Anhieb Meister der Gauliga Südwest/Gruppe Saarpfalz. In den Endspielen um die Bereichs-Kriegsmeisterschaft unterlag man dem Meister der Gruppe Mainhessen, Kickers Offenbach. Dort konnte man bereits erkennen, dass neue Talente heranreiften. Nach einem zweiten Platz im nächsten Jahr folgte 1942 die zweite Gauligameisterschaft. Damit nahm man an der sogenannten Qualifikationsrunde der Endrunde um die deutsche Meisterschaft teil. Dort besiegte der 1. FC Kaiserslautern Waldhof Mannheim mit 7:1. Im Achtelfinale verlor man gegen den FC Schalke 04 mit 3:9. Trotzdem konnte die Saison als großer Erfolg gewertet werden. Nachdem immer mehr Spieler zur Wehrmacht eingezogen wurden, verschlechterte sich auch die sportliche Bilanz der Mannschaft. 1943/44 wurde der FCK schließlich Letzter der Gauliga Westmark. Im Sommer 1944 trainierte Karl Berndt noch eine Kriegsspielgemeinschaft aus Spielern der Kaiserslauterer Vereine 1. FC, VfR und TSG. Zu einem geregelten Ligabetrieb kam es nicht mehr. Während seiner Zeit als Trainer des FCK wurde Berndt von Peter Zängry, Betreuer der Jugendabteilung und ebenfalls ehemaliger Spieler, unterstützt. Mit Fritz Walter, Ottmar Walter und Werner Kohlmeyer gaben drei der fünf späteren Lauterer Weltmeister von 1954 ihr Debüt für die erste Mannschaft des FCK in der Amtszeit von Karl Berndt. Der 1. FCK wurde in den folgenden Spielzeiten zum erfolgreichsten Club in Deutschland.
Nach dem Krieg war Berndt nicht mehr Trainer des 1. FC Kaiserslautern. Das Amt übernahm Fritz Walter. Berndt wurde 1949 Trainer des VfR Kaiserslautern als Nachfolger Fritz Walters, der kurzzeitig neben seiner Tätigkeit beim FCK auch den VfR trainierte.
In Kaiserslautern war Karl Berndt auch unter dem Spitznamen „Schwadder“ bekannt. Seine Söhne Werner und Kurt waren ebenfalls Fußballspieler.